# 기타
기타(영어: Guitar)는 현(Strings)을 튕겨 소리를 내는 발현악기로, 프랑스 지방에서 유래하였다. 머리(Head), 목(Neck), 몸체(Body)로 구성되어 있으며, 목 부분에는 20여 개의 프렛(Fret)이 박혀 있다. 기타는 주로 6개의 현을 갖고 있다. 특이한 경우에는 머리가 없는 기타(영어: Headless Guitar)나, 프렛이 없는 기타(영어: Fretless Guitar)도 있다. 클래식 음악뿐만 아니라 재즈, 록, 팝 음악 등 다양한 장르에 사용된다. 또한 기타를 연주하는 사람을 기타리스트(영어: Guitarist)라고 부른다.
기타는 기타 몸체의 울림구멍(Sound Hole)을 통해 소리를 증폭하고, 프렛을 통해 음정을 제어한다. 현의 양 쪽에는 몸체체의 브릿지(Bridge) 위에 위치한 하현주(Saddle)와 목 부분의 상현주(Nut)가 있다. 그리고 현의 장력을 조절하여 음정을 맞추는 페그(Peg)가 머리에 고정되어 있다. 6개의 현은 연주를 위해 기타를 안았을 때 위쪽이 가장 굵고 아래쪽으로 갈수록 가늘어진다. 또한 현이 가늘어질수록 음역이 점점 높아진다. 목 부분에는 손가락을 짚는 지판(Finger Board)이 있는데, 지판 위의 프렛에 현을 닿게 하여 음의 높낮이를 조절한다.
기타의 종류로는, 몸체의 울림을 통해 소리를 증폭하는 통기타(Acoustic Guitar)와 마그네틱 픽업(Pickup)과 앰프(Amplifier)를 통해 소리를 증폭하는 전기 기타(Electric Guitar), 크게 2가지로 나뉜다.

## 역사

### 기타
기타는 기턴(gittern)에서 유래되었다. 기턴은 류트와 비슷한 작은 악기로 13세기 후반에 무어인의 지배 하에 있던 스페인을 거쳐 유럽에 도입되었다. 4줄의 거트 현이 있는 기턴은 음유시인뿐 아니라 귀족 사이에서도 인기 있었다. 이 악기는 15세기 동안 길게 만들어졌고 현은 3줄의 복현이 각각 D, G, B로 조현되었으며 단현은 E로 조현되었다. 각 복현의 제2현은 한 옥타브 낮다.

### 비우엘라
스페인에서 기타는 비우엘라(vihuela)로 변형되었다. 비우엘라는 평평한 악기로써 옆면은 구부러져 있고, 복현 5줄과 단현 1줄로 되어 있다. 이 악기는 스페인 외의 지역에서는 거의 볼 수 없지만, 영국의 헨리 8세는 스페인 비우엘라를 4개나 가지고 있었다고 전해진다. 이것은 아라곤왕 페르디난드의 딸 케서린과의 결혼을 통해 도입된 것으로 보인다. 비우엘라는 궁정용 악기인데 반해, 복현 4줄의 기타는 대중적인 음악에 사용된 악기로 16세기 후반에 유럽 도처에 알려졌다. 16세기 중엽에는 특별히 기타를 위한 곡이 작곡되었고, 후안 카를로스 아마트는 1586년에 최초의 교본 《기타라에스파뇨라》를 출판하였다. 100년도 안 되어 기타는 스페인에서 인기 있는 악기가 되었고 비우엘라는 서서히 생겨났다
.

### 기타
15세기 초반에는 4줄의 복현 르네상스
기타가 출연했다. 이 기타는 깃대 플렉트럼으로 연주했으며, 현은 목둘레에 묶인 거트 프렛과 움직이는 줄받침을 거쳐 전면의 줄 고정 장치로 이어진다. 오늘날 우리가 알고 있는 기타보다 작으며, 작은 크기의 기턴과 비우엘라의 큰 몸통을 결합한 모양으로 되어 있다. 17세기 후반에는 4줄에 다섯 번째 복현이 더해졌다. 복현이 단현으로 되면서 연주 기술이 단순화되었고, 18세기에는 옆면이 안으로 굽고 뒤판은 평평한 나무 공명기가 있는, 6현의 근대 기타가 나타나기 시작했다. 초기의 근대 기타는 오늘날의 기타보다 폭이 좁고 길었다. 유명한 제작자로는 스페인 카디스의 호세 파게스, 파리의 르네 프랑수아즈 라코테, 런던의 루이스 퍼너모 등을 들 수 있다.

### 군대 기타
17세기 기타는 몸통의 폭이 넓어졌고 안쪽의 버팀대가 부채 모양으로 바뀌었으며, 금속 프랫을 목에 끼워 고정시켰고, 줄받침은 높게 제작되었다. 이같은 혁신은 스페인 기타 제작자 안토니오 토레스 후라도에 의한 것이었다. 현을 65cm 길이로 표준화시킨 사람 또한 토레스였다. 20세기에는 나무못으로 만든 줄감개를 금속 나사로 바꾸고, 지판을 울림 구멍까지 아래로 늘리는 등 더 많은 구조의 변화가 이루어졌다. 오늘날 기타를 가장 폭넓게 활용하고 있는 것은 대중음악 밴드이다. 1930년대에 픽업을 사용하여 현의 음을 증폭시키는 전기 기타가 개발되었고 1940년대에는 단단한 몸체의 기타가 레스 폴에 의해 발명되었다. 록 음악가들에게 도움이 되는 카포 타스토(이동 줄베개)가 개발되어 조옮김이 쉽게 되었다. 카포 타스토를 프렛판 위에 끼우면 모든 현을 동시에 누를 수 있다. 현대 전기 기타는 굵은 금속 현으로 되어 있으며 플렉트럼으로 연주한다.

## 클래식 기타와 전기 기타의 부분
클래식 기타(좌)와 일렉트릭 기타(우)의 모습과 부위별 번호매김.
1. 헤드(Head) : 인체로 비유할 때 머리 부분에 해당하며, 펙헤드(Peghead)가 달려있는 곳으로 보통 상표와 같은 것들이 적혀 있다. 연주 시 사용하지 않는다. 넥(Neck)의 일부로 넥에 포함된다.
2. 너트(Nut) : 넥(Neck)의 위에 덮여 있는 지판(Fingerboard)의 시작부분에 있는 것으로 줄의 걸림이 시작된다. 현을 고정 및 지지하며 재질은 상아나, 플라스틱을 사용한다
3. 펙 헤드(Peghead) : 페그헤드, 튜너, 줄감개, 튜닝키, 머신헤드 등으로 불리며 선의 팽팽함과 느슨함을 조절해 음을 맞춘다.
4. 프렛(Fret) : 음쇠. 즉, 반음 간격으로 나 있는 쇠. 운지 중에 프렛에 손가락이 가까워 지면 줄의 울림이 저하 된다.
5. 트러스 로드 (Truss Rod) : 어저스트 로드 (Adjust Rod)라고도 한다. 줄의 장력으로 인한 넥의 휨을 조절할 때 사용하는 것으로 보통 렌치를 사용하여 조절한다. 두랄루민 봉을 삽입하여, 넥휨 조절 없이 단순히 넥을 고정시키는 목적으로만 설치하는 경우도 있다.
6. 인레이 : 포지션 마크라고 부른다. 포지션 마크는 보통 1음 1음을 표기할 때 사용하며 특히 12프렛에 있는 포지션마크는 모양이 다른 경우가 많은데 12번째 프렛의 경우 개방현의 소리와 정확히 1옥타브의 음차이가 있기 때문이다.
7. 넥(Neck) : 인체로 비유할 때 목부분에 해당 하는 것으로, 프렛(Fret), 너트(Nut, 지판(Fingerboard)등의 위치하며, 현(줄 ; String)이 넥의 위를 지나간다. 헤드(Head)도 이에 포함.
8. 힐 : 넥과 바디의 접합부.
9. 바디 : 인체로 비유할 때 목부분에 해당하는 곳으로, 일반적인 통기타나 클래식 기타의 경우에 현의 울림을 증폭시키는 통(사운드박스)의 역할을 하며, 일렉기타의 경우에는 이의 기능을 픽업이라는 것으로 대체한다.
10. 픽업 : 쉽게 말하자면, 현의 울림을 잡는 마이크 역할을 하는 장치이다. 일렉기타의 현의 떨림을 잡아 소리를 전기 기호로 바꾸는 장치이며, 일렉트릭 기타나, 일렉트릭 베이스 기타의 제조사에서 특수하게 자신의 회사만의 기술로 제조된 픽업이 있는 경우도 있다.
11. 노브(Knob) : 기타의 전자 장치에서의 소리에 대한 조절을 할 수 있는 장치. 볼륨 노브와 튠 노브가 있는데 각 기능이 다르다. 볼륨은 소리의 크기를, 튠은 소리의 높이를 조정한다.
12. 브리지 : 줄을 받치는 전체의 판이다.
13. 픽가드 : 스트로크 연주법으로 기타 바디의 피니쉬나 나무 자체의 긁힘으로 인한 손상을 막기 위해 부착하는 것으로 플라멩코 기타를 제외한 클래식 기타에는 없는 편이며, 통기타나 일렉트릭 기타에 있는 것이 많다.
14. 사운드 홀 : 통기타에서 줄의 진동으로 인한 소리가 바디의 구멍으로 들어가 울리게 된다. 작은 사운드홀이 현 양옆에 여러 개가 뚫려있는 경우는 오베이션 기타라 불리는데 보통 바디를 플라스틱으로 제조한다. 고가의 클래식 기타의 경우 사운드홀을 뿔피리 모양으로 제작하기도 하는데 잎사귀를 닮았다 하여 '라 폴리아'라고 부른다. 주로 10현 이상의 기타에 적용된다.
15. 현 : 줄, 스트링 등으로 불리며 장기간의 연주 혹은, 손의 땀이나 공기 중의 습도로 인해, 녹이 스는 경우도 있다. 클래식 기타의 경우 1~3번 줄이 나일론으로 되어 있으며 일렉트릭 기타와 어쿠스틱 기타의 줄은 크게 차이점이 있다.
  1. 현고 : 줄의 높이. 현이 휘는 정도에 따라 달라진다. 클래식 기타의 경우 1번 프렛 현고는 3mm, 6번 프렛 현고는 4.5mm 정도면 정상이다.
16. 브리지 (새들) : 너트와 마찬가지로 현을 고정 및 지지하며, 바디로 현의 울림을 전달하는 역할을 한다. 일렉트릭 기타의 한 종류에서는 트레몰로 암(Tremolo Arm)이라는 특수한 장치를 통해 모든 줄의 장력을 조절하여 한꺼번에 음의 높낮이에 변화를 주는 주법을 사용할 수도 있다.
17. 프렛보드 (Fretboard ; 핑거보드, 지판) : 프렛과 너트가 있는 넥의 일부분이다. 손가락과 맞닿는 부분으로 줄이 이부분에서 눌려 줄의 울리는 길이의 조절을 통해 음의 높낮이가 변하게 된다.

## 종류

### 통기타
- 클래식 기타
- 통기타 (어쿠스틱 기타)
- 플라멩고 기타
- 웨스턴 기타
- 12현 기타
- 미니 통기타

### 전기 기타
- 풀 할로우 바디 기타
- 세미 할로우 바디 기타
- 솔리드 바디 기타
- 베이스 기타

### 두 가지 속성을 모두 갖춘 기타
- 12현 기타
- 테너 기타
- 슬라이드 기타

## 현
현은 6개가 주류이지만 그 밖에 7현, 10현, 12현 기타 등도 존재한다. 또, 베이스 기타는 4개의 현을 갖춘 것이 보통이지만, 5, 6현을 갖춘 것도 널리 사용된다. 현은 금속, 나일론 등이 쓰인다.

### 나일론 현
클래식 기타에서 고음의 1~3현에 부드러운 나일론 현을 이용한다. 저음의 4~6현에는 가는 나일론 심에 금속을 휘감은 현을 이용한다. 과거에는 양의 창자를 말려 만든 거트 현을 이용하였으나 안드레스 세고비아 이후로 현대에는 내구성이 높은 나일론 등의 화학 합성 섬유로 만든 현이 주로 쓰인다.

### 강철 현
통기타나 전기 기타 대부분은 강철 현의 금속(니켈, 스테인리스 등)의 현을 사용한다.
이 가운데 저음의 현은 가는 금속의 심에 금속을 휘감은 현을 사용한다. 보통 통기타가 3~6현, 전기 기타는 4~6현을 감는다. 현의 종류나 두께에 따라 기타의 음색이 달라지며, 이에 따라 저마다 기타의 느낌이 다르다.

## 현의 튜닝
| 0 | 1  | 2  | 3  | 4  | 5 | 6  | 7  | 8  | 9  | 10 | 11 | 12 |
| - | -- | -- | -- | -- | - | -- | -- | -- | -- | -- | -- | -- |
| E | F  | F# | G  | A♭ | A | B♭ | B  | C  | C# | D  | E♭ | E  |
| B | C  | C# | D  | E♭ | E | F  | F# | G  | A♭ | A  | B♭ | B  |
| G | A♭ | A  | B♭ | B  | C | C# | D  | E♭ | E  | F  | F# | G  |
| D | E♭ | E  | F  | F# | G | A♭ | A  | B♭ | B  | C  | C# | D  |
| A | B♭ | B  | C  | C# | D | E♭ | E  | F  | F# | G  | A♭ | A  |
| E | F  | F# | G  | A♭ | A | B♭ | B  | C  | C# | D  | E♭ | E  |

현의 튜닝도 여러 가지가 쓰인다. 보통 저음의 현(6현)부터 E-A-D-G-B-E라는 표준 튜닝이 일반적이다. 이는 수많은 코드나 음계 등을 연주할 때 알맞은 튜닝으로 정착하고 있다.

## 연주법
보통 오른손잡이는 반대쪽 왼손으로 넥 부분을 잡고 현을 누르며 오른손으로 현을 탄현한다. 그러나 반드시 이러한 자세를 갖출 필요는 없다. 왼손잡이인 사람은 가격, 상품 수 등이 크게 불리하기 때문에 왼손잡이용 기타를 준비할 수 없다는 것이 단점이지만, 오른손잡이에 맞춰진 기타에 기존의 반대 자세를 사용함으로써 자연스럽게 적응할 수는 있지만, 전기 컨트롤러의 위치가 다를 수 있다.
현을 누르는 손은 넥 부분의 아래쪽을 빠져나가듯이 하여 엄지를 목 뒤쪽에 잡고, 집게손가락부터 새끼손가락까지 4개의 현을 손가락으로 누르는 것이 클래식 스타일, 곧 기본 자세이다. 또 엄지를 넥 위쪽 핑거보드에 가깝게 목 부분을 잡는 스타일도 주로 록 음악에서 이용된다. 시각이나 신체에 장애가 있는 사람은 목의 아래쪽부터 손가락을 위치해 현을 누르지 않고, 위쪽부터 손가락을 감싸듯이 하여 현을 눌러 연주하는 연주인도 있다.
클래식 기타의 경우 왼발을 발판에 실어 다리의 위치를 높여서 몸체 측면의 움푹한 곳을 왼발의 넓적다리에 실어 기타를 몸 전체로 감싸 안는 자세로 연주한다. 그 밖의 통기타나 전기 기타의 경우는 발판은 쓰지 않고 기타 측면의 움푹한 곳을 오른쪽 다리의 넓적다리에 실어 연주하는 경우가 많다.
또, 무대에서 클래식 기타는 반드시 의자에 앉아 연주하며, 그 밖에는 주로 기타 끈을 매고 어깨에 내려서 연주하는 경우가 많다.
재즈 기타리스트는 앉아서 연주하는 경우가 많았다. 이는 한 때 빅 밴드 시대의 무대 형태의 흔적이라고 여겨진다. 록 음악인은 앉아서 연주하는 일은 많지 않았다.

## 같이 보기
- 현악기
- 통기타
- 클래식 기타